# Остроленка
Остроленка (пољ. Ostrołęka) град је у Пољској у Војводству мазовском. По подацима из 2012. године број становника у месту је био 53 287.

## Становништво
| 2012.  |
| ------ |
| 53 287 |

## Партнерски градови
- Балашађармат